# Гакстгаузен Август Людвіг Марія Фрайгер
Гакстгаузен Август Людвіг Марія Фрайгер (3 лютого 1792 — 31 грудня 1866) — німецький барон, економіст і юрист, дослідник аграрних відносин у Пруссії й Росії.

## Біографія
1843 з дозволу імператора Миколи I здійснив подорож землями Російської імперії: побував у містах Вологда, Великий Устюг (обидва нині міста у Вологодській обл., РФ), на Поволжі, Кавказі, в Україні, зокрема в Харківській, Катеринославській, Херсонській, Подільській, Волинській, Київській та Чернігівській губерніях, а також в Криму та Одесі. Результатом цих подорожей стала книга «Дослідження внутрішніх відносин народного життя і особливо сільських установ Росії», перші 2 томи якої видані 1847 одночасно німецькою та французькою мовами, а 3-й побачив світ 1852 і лише німецькою мовою. Російською мовою перекладено тільки 1-й т. (1870) та чотири глави (17–20) 2-го т., більша частина якого містить розповіді про багатства України, її корисні копалини, нечувано родючі чорноземи, прекрасні гавані тощо. Значна увага в працях Г. приділяється характеристиці життя й діяльності німецьких колоній на півдні України. Був прихильником обмежень і поступовості при скасуванні кріпацтва в Російській імперії. Помер у м. Ганновер (нині місто у ФРН).